# Kiiara
Kiiara, pseudonimo di Kiara Saulters (Wilmington, 24 maggio 1995), è una cantante e cantautrice statunitense. È attualmente sotto contratto con la casa discografica Atlantic Records. Il suo singolo del 2015 Gold è stato una hit globale e ha raggiunto la tredicesima posizione della classifica Billboard Hot 100, è stato certificato doppio disco di platino negli Stati Uniti e in Australia e triplo disco di platino in Canada. La sua musica è caratterizzata da synth pop, alternative R&B ed experimental pop.

## Biografia
Kiara Saulters è la più giovane dei tre figli di Scott Saulters (nato il 9 ottobre 1956) e Jacqueline Ann Tulley (nata il 24 novembre 1960). Ha frequentato la Saint Francis Xavier Day School a La Grange, Illinois. Dopo il divorzio dei genitori ha frequentato la High School di Wilmington, dove giocava nella squadra di pallavolo della scuola. Durante la registrazione del suo EP, ha anche lavorato come impiegata in un negozio di ferramenta.
Nel 2013, sotto il suo vero nome, Kiara Saulters, ha rilasciato in modo indipendente un singolo pop acustico, chiamato Bring Me Back. Nel giugno del 2015, dopo aver firmato un contratto con Atlantic Records ed aver cambiato il suo nome da Kiara Saulters a Kiiara, ha rilasciato il suo singolo di debutto sotto una casa discografica major, intitolato Gold, che ha ottenuto un notevole successo globale, in particolare negli Stati Uniti, in cui ha raggiunto al suo picco la tredicesima posizione, rendendo la canzone la prima con cui ella è entrata nella Top 20 della Billboard Hot 100 Inoltre, la canzone è stata scelta come brano di sottofondo per Style, uno spot dalla durata di quindici secondi dell'Apple Watch. Il video musicale di Gold è stato pubblicato il 21 marzo 2016 e ha rapidamente guadagnato la popolarità, raggiungendo cinque milioni di visualizzazioni durante la metà di maggio 2016 e in data 21 luglio 2018 conta oltre 87 milioni di visualizzazioni. Il suo EP di debutto, low kii savage è stato rilasciato il 22 marzo 2016 e ad oggi è il terzo extended play di un'artista femminile con più riproduzioni su Spotify, avendo racimolato oltre 563 milioni di stream.  Il 15 settembre 2016, Kiiara ha fatto il suo debutto in televisione, eseguendo "Gold" in The Tonight Show con Jimmy Fallon.
Kiiara ha in seguito duettato con i Linkin Park nel singolo Heavy che è stato rilasciato digitalmente il 16 febbraio 2017 e in radio il 21 febbraio. Il 12 aprile 2017 viene pubblicato Whippin, singolo in collaborazione con il disc jockey Felix Snow. Il 28 luglio 2017 esce Complicated, singolo di Dimitri Vegas & Like Mike e David Guetta in cui Kiiara è accreditata come featuring vocale che ha raggiunto la vetta della classifica statunitense delle canzoni dance e la quarta posizione in Belgio, terra natale del duo Dimitri Vegas & Like Mike, in cui il brano è stato certificato disco di platino con oltre ventimila vendite.
Nell'ottobre 2017 Kiiara ha pubblicato su tutte le piattaforme digitali a livello mondiale il singolo Wishlist, che è poi stato seguito dal terzo singolo estratto dall'imminente album in studio di debutto della cantante, Messy, per il quale è stato registrato un videoclip musicale caricato su YouTube lo stesso giorno della sua uscita, l'11 maggio. Il singolo è stato scritto da Jake Torrey, Rollo Spreckley, Noah Conrad e Sasha Sloan e prodotto da Noah Conrad. Una versione acustica stripped al pianoforte è stata poi pubblicata l'11 luglio.
Nel 2018 pubblica alcuni singoli da solista e collabora con i Cheat Codes nel brano Put Me Back Together. Nel 2019 lancia il singolo Open My Mount ed annuncia che si tratterà del primo estratto dal suo album di debutto. Fanno da seguito i brani Bipolar e Back To You, pubblicati nei mesi successivi. Il 17 luglio 2020, Kiiara pubblica i singoli I Still Do; seguono i successivi Numb e So Sick. Sempre nel 2020 pubblica il suo album di debutto Lil Kiwi.

## Influenze e stile musicale
Il suo stile è influenzato da Eminem, Rihanna, Yelawolf e i Linkin Park.

## Discografia

### Album
- 2020 – Lil Kiwi

### EP
- 2016 – low kii savage

### Singoli
- 2013 - Bring Me Back
- 2015 - Gold
- 2016 - Feels[27]
- 2016 - Hang Up the Phone[28]
- 2016 - Dopemang (con Ashley All Day)[29]
- 2017 - Whippin (con Felix Snow)
- 2017 - Wishlist
- 2018 - Messy
- 2018 - Gloe
- 2018 - Diamonds (con Jauz)
- 2018 - 1%
- 2018 - L*** Is a Bad Word
- 2018 - I Don't Wanna Be Friends
- 2018 - How Can You Love Me
- 2019 - Open My Mouth
- 2019 - Bipolar
- 2020 - I Still Do
- 2020 - Numb (con DeathByRomy e PVRIS)
- 2020 - So Sick (con Blackbear)
- 2021 - Happy Hour (con Felix Cartal)
- 2021 - Used to Be (con Steve Aoki e Wiz Khalifa)
- 2021 - KING (con Rosa Linn)
- 2022 - Closer
- 2022 - Miss Me
- 2022 - Microdose

#### Collaborazioni
- 2017 - Heavy (Linkin Park feat. Kiiara)
- 2017 - Complicated (Dimitri Vegas & Like Mike, David Guetta feat. Kiiara)
- 2017 - Cross My Mind Pt. 2 (Arizona feat. Kiiara)
- 2017 - Darkside (Ty Dolla Sign & Future feat. Kiiara)
- 2018 - Chit Chat (Alma feat. Kiiara)
- 2018 - Put Me Back Together (Cheat Codes feat. Kiiara)
- 2018 - Makin Money (Lil Aaron feat. Kiiara)
- 2018 - Be Somebody (Steve Aoki & Nicky Romero feat. Kiiara)
- 2019 - In the Stars (ONE OK ROCK feat. Kiiara)
- 2019 - You’re Not Alone (Don Diablo feat. Kiiara)
- 2019 - Obsessed (Ashley All Day feat. Kiiara)
- 2019 - Lonely Baby (Hyphen Hyphen feat. Kiiara)
- 2019 - Back to You (Ekali feat. Kiiara)
- 2021 - Ain't About You (Wonho feat. Kiiara)
- 2021 - Never Felt Like This (Devault feat. Kiiara)